# Fourth Avenue / Ninth Street
Fourth Avenue / Ninth Street – stacja metra nowojorskiego, na linii D, F, G, N i R. Znajduje się w dzielnicy Brooklyn, w Nowym Jorku i zlokalizowana jest pomiędzy stacjami Union Street, Smith–Ninth Streets oraz Prospect Avenue i Seventh Avenue. Została otwarta 13 września 1915.